# La desalmada
La desalmada (no Brasil: A Desalmada) é uma telenovela mexicana produzida por José Alberto Castro para Televisa e exibida pelo Las Estrellas de 5 de julho a 29 de outubro de 2021, substituindo El Dragón 2 e sendo substituída por Si nos dejan.
Se trata de uma adaptação da telenovela colombiana La dama de Troya, produzida em 2008.
É protagonizada por José Ron e Livia Brito; antagonizada por Eduardo Santamarina, Marjorie de Sousa, Azela Robinson, Alberto Estrella, Kimberly Dos Ramos e Francisco Gattorno; com atuações estelares de Marlene Favela, Sergio Basañez, Gonzalo García Vivanco, Verónica Jaspeado e Daniel Elbittar; e a primeira atriz Ana Martín.

## Enredo
A Desalmada acompanha a vida de Fernanda Linares (Livia Brito), uma mulher sedenta por vingança e que após o assassinato do seu marido na noite de núpcias, foi vítima de um abuso sexual após o ocorrido. No entanto, a vida de Fernanda muda quando ela conhece Rafael Toscano (José Ron), um belo jovem recém-formado, por quem Fernanda tem uma empatia e terá oportunidade de amar novamente.

## Elenco
- Livia Brito - Fernanda Linhares Ortiz
- José Ron - Rafael "Rafa" Toscano Lagos
- Eduardo Santamarina - Otávio Toscano Gómez
- Marjorie de Sousa - Júlia Torreblanca de Gallardo
- Marlene Favela - Letícia Lagos Nava de Toscano
- Azela Robinson - Martina Fernández de Estudillo
- Sergio Basañez - Germán Gallardo Urdina
- Alberto Estrella - Carmelo Murillo
- Kimberly Dos Ramos - Isabela "Isa" Gallardo Torreblanca
- Gonzalo García Vivanco - Roberto "Beto" Murillo Campos
- Francisco Gattorno - Antônio Estudillo
- Verónica Jaspeado - Joana Durán
- Laura Carmine - Ângela Hinojosa
- Alejandra García - Rosalina Santos
- Julio Vallado - David Estudillo Fernández
- Gabriela Zamora - Flor
- Mauricio Abularach - José Vargas
- Gaby Mellado - Clara Ochoa
- Gonzalo Vega Jr. - Pietro Vázquez Soler
- Cecilia Galliano - Miriam Soler de Vázquez
- Macarena Miguel - Maria Pérez / Maria Estudillo Pérez
- Carlos Gatica - Gabriel Rojas
- Claudia Arce - Marcela Benítez
- Fiona Muñoz - Sandra Fuentes
- Ana Martín - Francisca Pérez
- José Montini - Comandante Moreno
- Raúl Araiza - Luís Vázquez
- Daniel Elbittar - César Franco
- Alan Tellez - Erasmo
- Fernando Robles - Calixto Linhares
- Rosita Bouchot - Chona
- Alfonso Iturralde - Alberto Tsubaki
- Yahir - Santiago Ramírez Tejada
- Jackie Sauza - Brenda Tsubaki
- Mónica Ayos - Viviana Tsubaki
- Homero Ferruzca - Rosendo Futanasio
- Pedro Moreno - Caimán
- Espinoza Paz - Ele Mesmo

## Produção
A novela foi apresentada no dia 15 de outubro de 2020 durante o Up-front da Televisa para a temporada 2020-21, sob o esquema “Up-Front: Vision21, realidade sem limites”. O elenco foi confirmado no dia 11 de março de 2021, dias antes de iniciar as gravações. A produção da novela começou a ser gravada em 17 de março de 2021, em um local ao sul da Cidade do México; 60% das cenas serão em locação, enquanto 40% em set. A adaptação da novela fica a cargo de Ximena Suárez junto com sua equipe de escritores Julián Aguilar, Janely Lee e Isabel de Sara, durante o palco a direção fica a cargo de Salvador Garcini e Fez Noriega.

## Exibição no Brasil
Foi exibida pelo SBT de 4 de julho a 24 de outubro de 2022, em 79 capítulos, substituindo a reprise de Amanhã é Para Sempre e sendo substituída pela inédita Vencer o Desamor, às 18h30. Não foi exibida nos dias 12 e 18 de julho de 2022 em ocasião da transmissão da Copa América Feminina, com a cobertura dos jogos do Brasil contra os times do Uruguai e Venezuela.
Foi exibida na íntegra pelo canal Fast +Novelas no streaming +SBT de 02 de dezembro de 2024 a 11 de abril de 2025, sendo substituída por Samantha na faixa das 7h, com reprises ás 13h e 23h, além de maratona semanal aos sábados.

## Audiência

#### No México
| Horário             | # Eps. | Estreia            | Estreia           | Final                 | Final           | Posição | Temporada | Classificação geral |
| Horário             | # Eps. | Data               | Primeiro capítulo | Data                  | Último capítulo | Posição | Temporada | Classificação geral |
| ------------------- | ------ | ------------------ | ----------------- | --------------------- | --------------- | ------- | --------- | ------------------- |
| Segunda—Sexta 21h30 | 85     | 5 de julho de 2021 | 3.0               | 29 de outubro de 2021 | 5.1             | #1      | 2021      | 3.90                |

Em seu capítulo de estreia a trama foi vista por 3 milhões de espectadores. Em seu segundo capítulo a trama cresceu e foi vista por 3.6 milhões de espectadores. Em seu quarto capitulo foi vista por 3.8 milhões de espectadores . No capítulo exibido no dia 20 de julho, bateu seu recorde, sendo vista por 3.9 milhões de espectadores. No capítulo exibido em 04 de agosto voltou a bater seu recorde, sendo vista por 4 milhões de espectadores. Obteve um novo recorde no dia 6 de setembro ao registrar 4.1 milhões de espectadores. No dia 05 de outubro registrou mais um recorde ao marcar 4.2 milhões de espectadores. No capítulo de 20 de outubro, marcou mais um outro recorde, sendo vista por 4.8 milhões de espectadores. Entrando em sua última semana obteve mais um recorde, no capítulo exibido em 26 de outubro, sendo vista por 4.9 milhões de espectadores. Em seu último capítulo exibido no dia 29 de outubro, a trama encerrou com recorde de audiência, sendo vista por 5.1 milhões de espectadores. Índice como esse foi visto apenas no último capítulo de Te Doy La Vida.

#### No Brasil
| Horário             | # Eps. | Estreia            | Estreia           | Final                 | Final           | Posição | Temporada | Classificação geral |
| Horário             | # Eps. | Data               | Primeiro capítulo | Data                  | Último capítulo | Posição | Temporada | Classificação geral |
| ------------------- | ------ | ------------------ | ----------------- | --------------------- | --------------- | ------- | --------- | ------------------- |
| Segunda—Sexta 18h30 | 79     | 4 de julho de 2022 | 5.5               | 24 de outubro de 2022 | 5.9             | #3      | 2022      | 5.63                |

Estreou com 5.5 pontos e picos de 6, segundo dados consolidados do Kantar IBOPE Media, referentes a Região Metropolitana de São Paulo. Apesar da boa audiência, teve a menor estreia em oito anos nas novelas da tarde. O segundo capítulo manteve a audiência da estreia e registrou 5.5 pontos. O terceiro capítulo cravou 5.6 pontos. Em 11 de julho de 2022, bate seu primeiro recorde com 6 pontos. Em 28 de julho bate seu segundo recorde com 6.3 pontos. Em 29 de agosto bate seu terceiro recorde com 6.4 pontos. O último capítulo registrou 5.9 pontos, sendo o pior desfecho desde Que Pobres Tão Ricos em 2018. Teve média geral de 5.63 pontos, elevando em 0.13 pontos a média deixada pela sua antecessora.